# Elephant’s Memory
Az Elephant’s Memory 1967-től 1976-ig működő experimental/pszichedelikus rock, illetve soul együttes volt. Elsősorban John Lennon és Yoko Ono háttérzenekaraként vált ismertté, de saját lemezeket is adtak ki. Az együttes közreműködött továbbá az Éjféli cowboy című film zenéjében, valamint a Hells Angels motorosklub egyik összejövetelén is felléptek.
A zenekar hullámzó fennállással működött, az eredeti felállásban a tagok Stan Bronstein, Rick Frank Jr., John Ward, Chester Ayers, Myron Yules, R. Sussmann, Michal Shapiro, Guy Peritore és David Cohen voltak.
1976-ban oszlottak fel.

## Diszkográfia
- Island in the Sky (stúdióalbum, 1968)
- Midnight Cowboy soundtrack (1969)
- Elephant's Memory (stúdióalbum, 1969)
- Take It to the Streets (stúdióalbum, 1970)
- Some Time in New York City (stúdióalbum, 1972, John Lennon-nal és Yoko Ono-val)
- Elephant's Memory (stúdióalbum, 1972, John Lennon-nal és Yoko Ono-val)
- Approximately Infinite Universe (stúdióalbum, 1973, Yoko Ono-val)
- Bio (stúdióalbum, 1973, Chuck Berry-vel)
- Angels Forever (koncertalbum, 1974)
- Our Island Music (stúdióalbum, 1976)
- Live in New York City (koncertalbum, 1986, posztumusz kiadás, eredetileg 1972-ben rögzítették)